# Wedding Album
Wedding Album (en español: «Álbum de la Boda») es el tercer y último álbum en una sucesión de tres trabajos experimentales creados por John Lennon y Yōko Ono.
Publicado en 1969, incluye únicamente dos temas, uno en cada cara de la edición original de vinilo: "John & Yoko", en la primera cara, es una grabación de John y Yoko llamándose entre sí con distintos rangos vocales; "Amsterdam", en la segunda cara, está compuesto de entrevistas, conversaciones y sonidos registrados durante la conocida Bed-In de la pareja tras casarse en la colonia británica de Gibraltar el 20 de marzo del mismo año.
El álbum fue publicado con un diseño elaborado por John Kosh, que incluía una colección de fotografías, dibujos de Lennon, una reproducción del certificado de matrimonio, una fotografía de una porción del pastel de bodas y un libreto de reportajes de prensa sobre la pareja. 
Wedding Album alcanzó el puesto #178 en las listas de Billboard. El álbum fue editado en formato vinilo y casete, y fue publicitado en revistas, a diferencia de lo ocurrido con los dos álbumes anteriores.
Wedding Album fue publicado inicialmente por Apple Records, aunque la reedición de 1997 correría a cargo de Rykodisc, con tres temas adicionales, todos ellos caras B de The Plastic Ono Band compuestos por Ono.

## Grabación
La primera cara del álbum, John & Yoko, fue grabada entre el 22 y el 27 de abril de 1969, con micrófonos individuales para ambos artistas, ante los que iban llamándose por sus nombres con diferentes tempos y variaciones sonoras, superponiendo sus voces al latido de dos corazones que fueron descritos por Lennon como tambores africanos. 
Amsterdam fue el título escogido para la segunda cara de este álbum experimental de Lennon y Ono y fue grabada por sus protagonistas en una de las habitaciones del hotel Hilton de Ámsterdam, entre el 25 y el 31 de marzo de 1969, anteriormente a la cara A. Esta larga pieza está formada por entrevistas en las que explican su campaña por la paz y conversaciones entre ellos. Aparecen cuatro interludios  musicales, entre ellos uno en el que John Lennon interpreta una composición de blues con una guitarra acústica y en el que pronuncia las palabras Goodbye Amsterdam Goodbye. Por su parte, Yoko Ono canta el tema Grow Your Hair, una canción que trata sobre la paz. En otra parte de la pieza, Lennon canta un extracto a capela de la canción de los Beatles Good Night. El último interludio es una breve recitación de las palabras Bed Peace y Hair Peace.

## Lista de canciones
Todos los temas compuestos por John Lennon y Yōko Ono, excepto donde se anota.
1. "John & Yoko" - 22:41
2. "Amsterdam" - 24:54

Temas extra
1. "Who Has Seen the Wind?" (Yoko Ono) - 2:03
2. "Listen, The Snow is Falling" - 3:22
3. "Don't Worry Kyoko (Mummy's Only Looking for Her Hand in the Snow)" - 2:14

## Personal
- John Lennon: voz, guitarra, teclado y latido del corazón.
- Yōko Ono: voz, rarezas y latido del corazón.
- Klaus Voormann: bajo y guitarra eléctrica.
- Nicky Hopkins: piano y campanas.
- Hugh McCracken: piano y campanas.